# Вилем ван де Велде Млади
Вилем ван де Велде Млади (на нидерландски: Willem van de Velde the Younger) (кръстен 18 декември 1633 – 6 април 1707) е холандски маринист.

## Биография
Вилем ван де Велде е кръстен на 18 декември 1633 г. в Лайден, Холандия, Нидерландска република. Той е син на Вилем ван де Велде Стари, който също е маринист и брат на Адриан ван де Велде. Първите си уроци по рисуване Вилем получава от баща си, а сетне от Симон де Влигер, който по това време е един от най-прочутите маринисти. През 1673 г., вече добил слава, Вилем се премества в Англия, където е ангажиран от Чарлз II, срещу 100 паунда, да помогне на баща си да проектира и направи морски битки, като неговите задължения се състояли в пресъздаване на рисунките на Вилем Стари в цветни картини. Сред патроните му са и Дюкът на Йорк и други благородници.
Умира на 6 април 1707 г., в Лондон, Англия и е погребан в църквата „Св. Джеймс“.

## Творби
Повечето от най-добрите творби на Ван де Велде пресъздават холандския бряг и кораби. Картините му са деликатни, одухотворени и майсторски направени. Многобройните фигури са правдоподобно разположени. Морето изглежда естествено както спокойно, така и бурно. Корабите са нарисувани с почти фотографска точност и представляват едно от най-точните указания за корабоплаването през XVII век.
Голям брой морски пейзажи на ван де Велде има в колекцията на музея „Уолъс“ в Лондон, сред които е и „Отпътуването на крал Чарлз II от Шевенинген, 1660“.
|  | Тази страница частично или изцяло представлява превод на страницата Willem van de Velde the Younger в Уикипедия на английски. Оригиналният текст, както и този превод, са защитени от Лиценза „Криейтив Комънс – Признание – Споделяне на споделеното“, а за съдържание, създадено преди юни 2009 година – от Лиценза за свободна документация на ГНУ. Прегледайте историята на редакциите на оригиналната страница, както и на преводната страница, за да видите списъка на съавторите. ВАЖНО: Този шаблон се отнася единствено до авторските права върху съдържанието на статията. Добавянето му не отменя изискването да се посочват конкретни източници на твърденията, които да бъдат благонадеждни. |